# Amenințarea (film din 1976)
Amenințarea (în poloneză Zagrożenie) este un film psihologic polonez din 1976 inspirat din procesul Herminei Braunsteiner-Ryan⁠(d) (1919–1999), o fostă supraveghetoare a lagărului de concentrare de la Majdanek.

## Rezumat
Anul 1972. Maria Kamińska merge la New York pentru a depune mărturie în procesul Gertrudei Steiner, o fostă supraveghetoare (gardiană) în lagărul de concentrare de la Majdanek în anii celui de-al Doilea Război Mondial. Ea este un martor cheie al acuzării. Avocatul apărării, Irving, exercită o presiune brutală asupra Mariei, dar, cu toate acestea, ea depune mărturie cu privire la faptele săvârșite de fosta supraveghetoare. Tribunalul pronunță însă o sentință surprinzătoare: Gertrude Steiner este deportată din SUA. Ofițerul anchetator și procurorul demisionează în semn de protest față de metodele folosite în judecarea proceselor criminalilor naziști.

## Distribuție
- Halina Winiarska⁠(d) — Maria Kamińska
- Jerzy Przybylski — Irving, avocatul apărării al Gertrudei Steiner
- Teresa Szmigielówna⁠(d) — acuzata Gertruda Steiner
- Tadeusz Białoszczyński⁠(d) — judecătorul
- Marian Glinka⁠(d) – ofițerul anchetator Bernard
- Tadeusz Schmidt⁠(d) – procurorul, acuzatorul lui Gertrude Steiner (voce dublată de Józef Nowak⁠(d))
- Andrzej Bogucki⁠(d) — bărbat de la petrecere
- Isabella Dziarska — funcționară a Oficiului pentru Imigrări
- Maria Kleydysz — gazda petrecerii
- Barbara Klimkiewicz⁠(d) — vecina Gertrudei Steiner
- Eugeniusz Korczarowski — jurnalist
- Antoni Lewek⁠(d) — soțul Gertrudei Steiner
- Wanda Stanisławska-Lothe⁠(d) — vecina Gertrudei Steiner
- Irena Malkiewicz⁠(d) — femeie de la petrecere
- Stanisław Michalik⁠(d) — reporterul care-i intervievează pe vecinii soților Steiner (menționat Stanisław Michalak)
- Jerzy Moes⁠(d) — jurnalist
- Adam Perzyk⁠(d) — desenator
- Jack Recknitz⁠(d) — jurnalist
- Janina Sokołowska — jurnalistă
- Anna Świetlicka — fostă deținută în lagărul de la Majdanek
- Piotr Wysocki — reporterul TV american care vorbește cu Maria Kamińska
- Halina Billing-Wohl⁠(d) — mama Mariei Kamińska
- Janina Borońska⁠(d) — jurnalistă TV
- Jerzy Czarnecki
- Krystyna Froelich
- Zofia Grąziewicz⁠(d) — asistenta medicală
- Marian Harasimowicz — bărbat de la petrecere
- Kazimierz Iwiński⁠(d) — bărbat de la petrecere
- Adam Koman⁠(d) — ușierul de la tribunal
- Andrzej Krasicki⁠(d) — bărbat de la petrecere
- Stanisław Kwaśniak
- Józef Łodyński⁠(d) — grefierul
- Hanna Mikuć⁠(d) — fată care întreabă de scările din Odesa
- Bożena Mrowińska⁠(d) — fostă deținută în lagărul de la Majdanek
- Andrzej Oksza-Łapicki (menționat Andrzej Okrza-Łapicki)
- Romuald Pieńkowski⁠(d) — reporter
- Krzysztof Różycki — jurnalist
- Zbigniew Sawan — bărbat de la petrecere
- Tadeusz Teodorczyk⁠(d)
- Jerzy Troszczyński — reporter
- Wiesław Wieremiejczyk
- Wanda Wieszczycka — fostă deținută în lagărul de la Majdanek (menționată T. Wieszczycka)
- Teresa Wicińska
- Maria Wójcik-Karchowska
- Aleksander Benczak⁠(d) — funcționar al Oficiului pentru Imigrări (nemenționat)
- Jerzy Braszka⁠(d) — jurnalist (nemenționat)
- Józef Nowak⁠(d) — vocea procurorului care o acuză pe Gertrude Steiner (nemenționat)

## Premii
- Festivalul Filmului Polonez de la Gdańsk (ediția a III-a):
  - Premiul publicului – Wacław Florkowski și Halina Winiarska⁠(d)[1]
  - Premiul redacției ziarului Głos Wybrzeża⁠(d) – Halina Winiarska⁠(d)[1]